# Mancomunidad de Municipios de las Medianías de Gran Canaria

Distribución geográfica de la Mancomunidad de Municipios de las Medianías de Gran Canaria

La Mancomunidad de Municipios de las Medianías de Gran Canaria es una agrupación voluntaria de municipios (mancomunidad) para la gestión en común de determinados servicios de competencia municipal, creada entre varios municipios de la isla de Gran Canaria en la provincia de Las Palmas (Comunidad Autónoma de Canarias, España). 
Por medianías se conoce en las Islas Canarias al territorio de una isla que está comprendido entre los 600 y los 1.500 metros de altitud sobre nivel del mar. Por tanto, la denominación de la mancomunidad hace referencia a la ubicación de los municipios mancomunados dentro de esta cota de altura.

## Fundación
La Mancomunidad de Municipios de las Medianías de Gran Canaria se constituyó en el año 1995 con las finalidades de elaborar y ejecutar proyectos comunes en materia de infraestructuras para posibilitar el desarrollo socioeconómico integral de los municipios mancomunados; coordinar y, en su caso, ejecutar programas, proyectos, estudios y actuaciones tendentes a satisfacer las necesidades sociales, culturales, sanitarias, recreativas y de servicios en los términos municipales que la integran; y promover la solidaridad con los pueblos.
La constitución de la mancomunidad y la aprobación definitiva de sus estatutos fue acordada por los plenos de los ayuntamientos de Santa Brígida, Vega de San Mateo, Valsequillo de Gran Canaria y Tejeda en sesiones celebradas el día 16 de enero de 1995, en el caso de los tres primeros, y el 18 de enero del mismo año, en el caso del consistorio de Tejeda.

## Municipios integrantes
La mancomunidad se extiende por la zona centro de la isla de Gran Canaria, abarcando una extensión de 204,14 kilómetros cuadrados que son los que ocupan los municipios fundadores y miembros de pleno derecho:
- Santa Brígida
- Vega de San Mateo
- Valsequillo de Gran Canaria
- Tejeda
- San Bartolomé de Tirajana

La sede administrativa de la mancomunidad se fija cada año de forma rotatoria entre todos los municipios mancomunados. En el año 2007, la sede se encuentra situada en Vega de San Mateo, aunque es la alcaldesa de Tejeda, María Encarnación Domínguez Afonso, la presidenta de la mancomunidad.

## Órganos de gobierno y administración
Los órganos de gobierno y de administración de la mancomunidad son la junta, el presidente, los vicepresidentes, el comité ejecutivo, el secretario, el interventor y el tesorero. 
La Junta está formada por doce miembros, electos y por razón del cargo, cuyo mandato tiene un período de duración de  cuatro años. Los miembros de la junta serán renovados coincidiendo con la constitución de los ayuntamientos tras las elecciones municipales. El mandato de la presidencia durará un año y el cargo tendrá carácter rotatorio entre todos los alcaldes de los municipios integrantes, que seguirá un orden en virtud de la población de Derecho que éstos tengan. El presidente de la mancomunidad lo es a su vez de la junta, y las vicepresidencias primera, segunda, y tercera reacen sobre el resto de los alcaldes, que ocuparán sus cargos por año, coincidiendo con el mandato del presidente, con el mismo criterio de rotatoriedad.

## Objetivos y actividades
Los servicios y actividades de la mancomunidad atienden a una población de 37.290 habitantes y concretan los objetivos que desarrollan sus fines fundacionales en los sectores agrario, medioambiental, formativo y socioeconómico.
- Compatibilizar las actividades agrarias con la conservación y optimización de los recursos medioambientales. 
  - Manejo de residuos dentro de las explotaciones.
  - Proyecto demostrativo de biodigestión anaeróbica para purines de cerdo.
  - Puesta en marcha de un proyecto de creación de una planta experimental de compostaje.
  - Creación de una bolsa de compraventa de estiércol.

- Formar e informar al sector agrario.
  - Asesoramiento técnico directo a pie de explotación.
  - Organización de jornadas y cursos dirigidos al sector.

- Favorecer la organización del sector agrario.
  - Legalización de explotaciones.
  - Mapa ganadero
  - Creación y seguimiento de las comunidades de regantes y balsas (Plan Hidrológico de Gran Canaria).
  - Ayuda a la creación de cooperativas.

- Desarrollar formación laboral específica que posibilite la inserción laboral de los jóvenes de la comarca.
  - Talleres de empleo: de restauración de edificios públicos y de Tecnologías de la Información.
  - Casa de oficios “Nuevas tecnologías”.
  - Escuela Taller de Viticultura y Enotecnia.

- Completar la infraestructura de saneamiento de la mancomunidad, reutilización de las aguas con técnicas sostenibles y minimización de su consumo.
  - Proyecto de saneamiento mancomunado.
  - Depuranat

- Implantar un sistema de calidad

- Impulsar en la mancomunidad la implantación conjunta de la Agenda 21.
  - Jóvenes por la sostenibilidad.
  - Taller de difusión de la Agenda 21 y sostenibilidad.

- Colaborar en el desarrollo de la cultura y la conservación del patrimonio.
  - Publicación de diversos libros, entre ellos "Construcciones de la Necesidad en las Medianías de Gran Canaria" y preparación de la "Guía de Senderos de las Medianías".

## Proyectos de la mancomunidad
Como parte de su plan de acción, la mancomunidad está llevando a cabo los siguientes proyectos:  
- Plan de desarrollo comarcal
- Escuela Taller de Dinamización Turística de las Medianías de Gran Canaria
- Escuela Taller de Viticultura y Enotecnia de las Medianías de Gran Canaria
- Paisaje del almendrero